# 劉松齡
劉松齡，本名奥古斯丁·哈勒施泰因（或譯奥古斯特·阿勒斯坦，1703年8月27日—1774年10月29日），字喬年，是一位克拉尼斯卡（後成為哈布斯堡君主国一部分，現代歸屬斯洛文尼亞）籍的耶穌會传教士兼天文学家，擅長地理輿圖之學，於18世紀大清以身兼傳教士、「文化大使」和官吏等而活躍。1746年戴進賢離世後，接任清政府欽天監監正長達35年（1746－1774，或從乾隆十一年至乾隆三十九年），並擔任耶穌會東亞省負責人，負責中國、澳門和日本的傳教事務。其是第八位西洋監正，也是在欽天監任職時間最長的西方傳教士。
在華期間，他為北京天文台製作過一個帶有旋轉環的混天儀（璣衡撫辰儀），同時也是中國歷史首位精確統計出當時中國人口（198,214,553）的人口统计学家。
除天文學方面具傑出成就，他也為其他科學做出貢獻，如曾做過一系列感應電實驗；在地圖學、地理學和人口學方面，他的工作也對中國和歐洲有過重要貢獻。在擔任欽天監正監期間，劉松齡協助清廷完成天文技術研究、地圖測繪、曆法計算及外交接待等工作，可說得上是一位多元化的傳教士。

## 家世背景

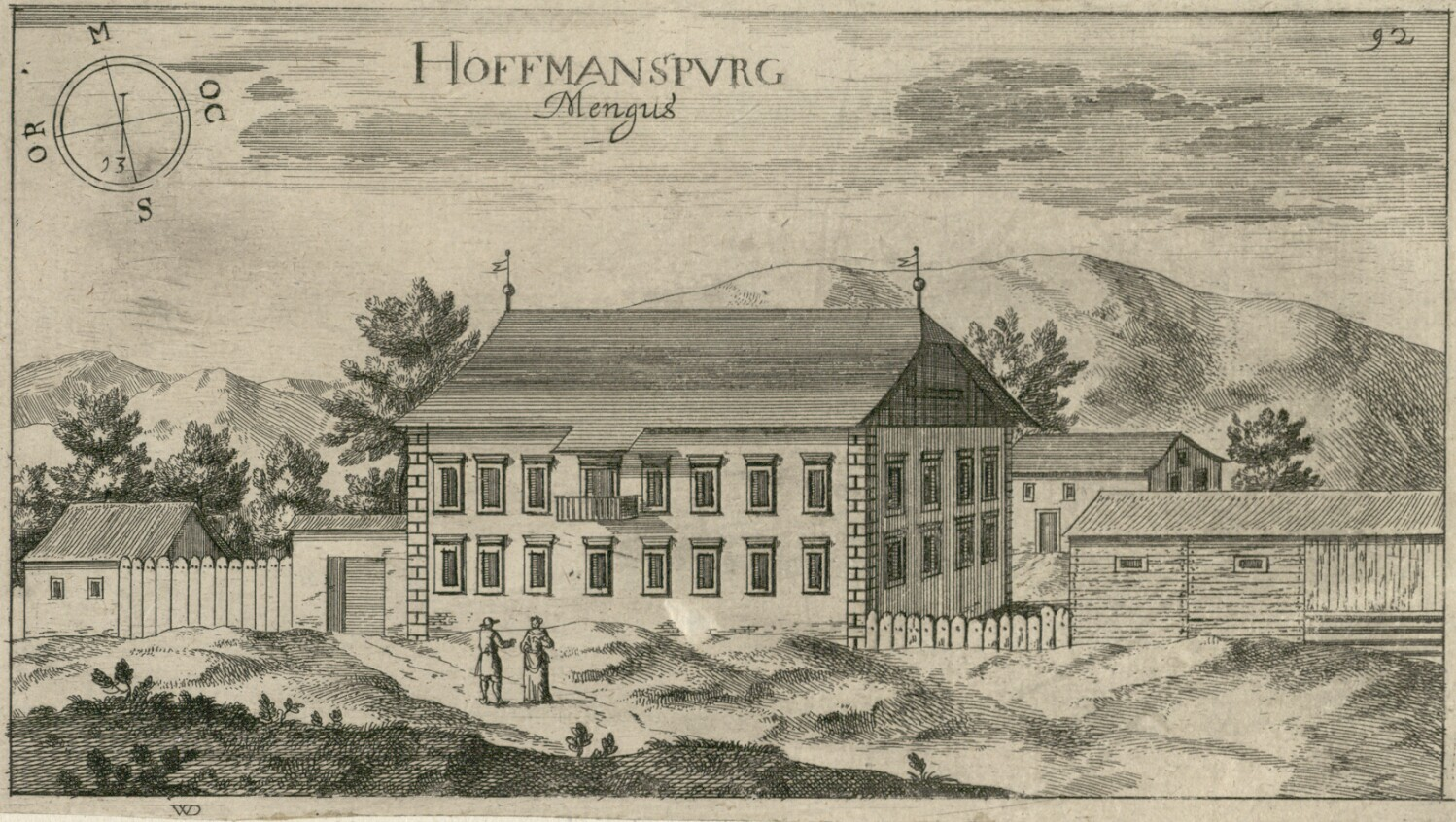
劉在青年時代居留過的拉夫巴爾城堡（1679年）

如上所述，劉松齡是出生於克拉尼斯卡的卢布尔雅那，其家族為源自紐倫堡著名的哈勒尔·冯·哈勒施泰因家族的一個匈牙利分家，其父母分別是亚内兹·费迪南德·哈勒施泰因（1669–1736）和玛丽亚·苏珊娜·伊丽莎白·埃尔伯格（1681–1725），住在位於盧布爾雅那附近門蓋什小鎮的家族城堡（拉夫巴或霍夫曼伯格城堡）。

## 生平

### 加入教會事業
劉松齡于1703年8月28日在盧布爾雅那受洗，并獲得教名Ferdinandus Augustinus Haller LB ab Hallerstein。他在門蓋什那家族持有的拉夫巴爾城堡，度過了青年時期；在盧布爾雅那耶稣会學院深造，完成三年的哲學學習後，其於1721年10月26日在維也納總教區加入耶穌會。之後，他在維也納和格拉茨繼續學習數學、天文學和神學。期間其還曾在中學任職三年。
在以下提及的三個城邦的科學院，他都擁有著院士席位：在德意志和維也納，他主要在這些地方發表過科學論辯的文章，而在羅馬和里斯本，則是他的社交中心及他的私人朋友——葡萄牙王后所統治的地方。

### 預備遠行
他到海外傳教的興趣濃厚，是受其叔叔埃伯格（Inocenc Volbenk Erberg）的影響。他在擔任傳教士後，於1727年申請前往中國傳教，1735年獲批准。獲准當年秋天，其便啟程，經過哈布斯堡君主國的港口的里雅斯特（帝國自由市）和热那亚啟程前往里斯本，以從那裡前往中國。但雍正十三年時仍嚴禁傳教士入華傳教，而去印度傳教的機會也未能獲取教皇克勉十二世批准。在暫時擱置行程後，他留在里斯本開始學習葡萄牙語、天文學和測繪技術，在此期間還多次會見過葡萄牙王后瑪利亞安娜，與之建立友誼關係，在到中國生活期間，還一直與她保持通信。

### 在亞洲及大清行狀

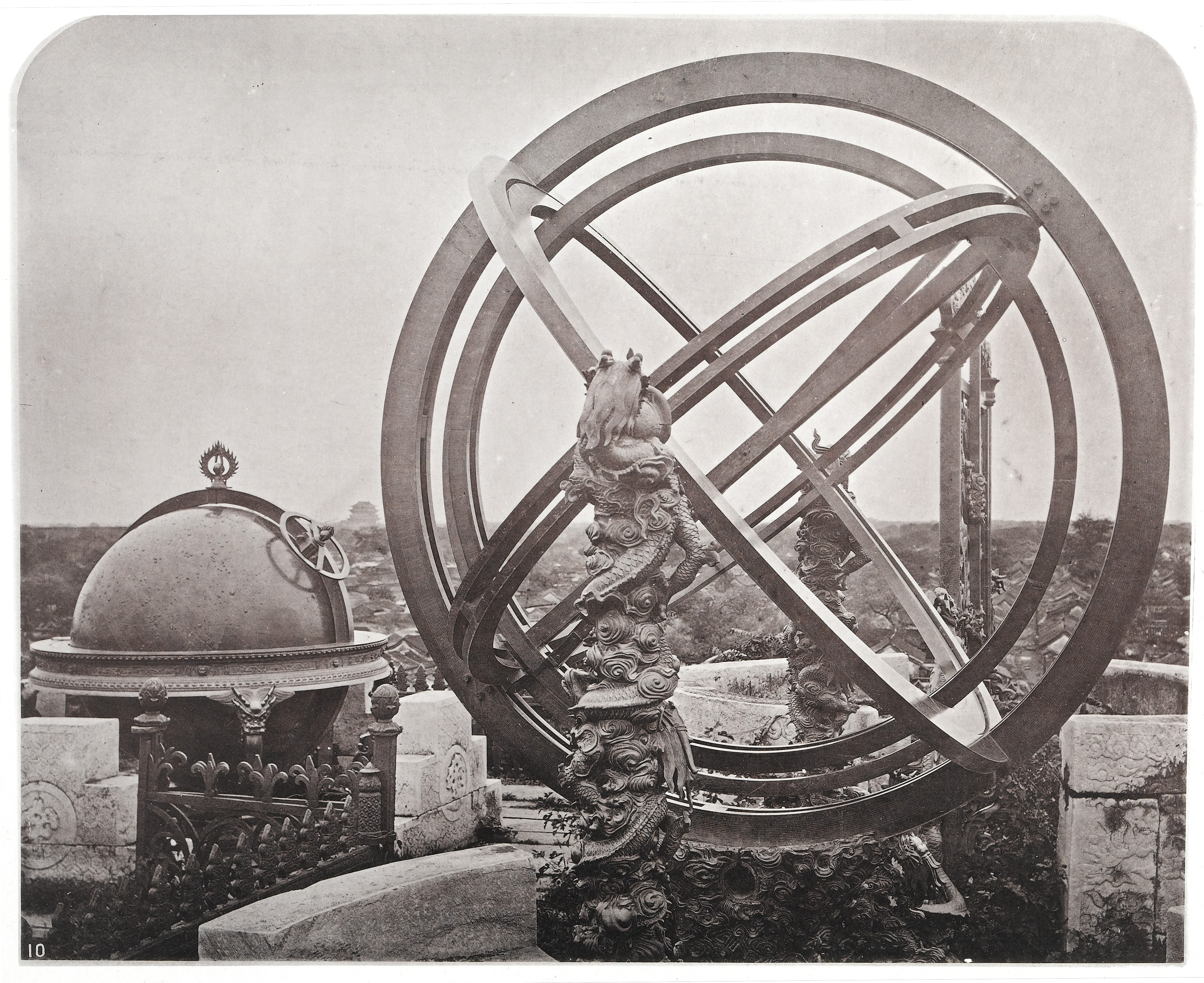
北京天文台上劉所主持製造的璣衡撫辰儀，摄於1871年至1872年間

1736年乾隆帝繼位，清政府對西方傳教士在華活動做出鬆動，其便重新出發，於1736年4月乘船前往遠東。行程中途於莫桑比克逗留，之後到達果阿和澳門進行入華前期活動，如瞭解當時中國的風土人情和學習中文。在澳門期間他開始學習中文，還應澳門參事會邀請參與澳門城郊地圖的測繪工作，根據澳門總督的要求準備了一幅城鎮及其周邊地區的地圖，然後再接著行程，在1738年9月到達廣州。
1739年3月1日，他和鮑友管等4位傳教士自澳門啟程，穿上中國服裝，由一位廣州官員陪同，在廣州停留一個月後，在清遠坐船進入內陸，到達南昌換乘騾子拉的轎子，沿着大運河北上。6月13日抵達北京後，被安排落腳（也為其永居）北京（天主教）四大聖堂之一、所多為葡萄牙代牧區服務的修士駐留的南堂，與意大利傳教士郎世寧及其他耶穌會教士同住一個房間。數日後他在圓明園被乾隆帝召見，進入欽天監工作。1743年成為欽天監監正戴進賢助手，任監副。戴1746年離世後接任欽天監監正，在職期間，曾向乾隆皇帝推荐傅作霖（Felix Da Rocha） 和高慎思（Joseph d'Espinha），為西域疆土擔任繪制。
受乾隆皇帝之命，劉松齡也接替戴進賢主持對南懷仁康熙十三年編纂的《靈台儀象志》的修訂工作，經過兩人八年率領下中外天文學家的通力合作，完成這一浩大工程，由乾隆皇帝命名為《儀象考成》，劉松齡也為成品親自撰寫序文。1752年，奉旨主持設計和製造璣衡撫辰儀；同年九月，葡萄牙使臣巴哲格來北京朝貢，劉松齡和內務府郎中官柱負責迎送，得到乾隆帝的賞識。在準噶爾之役之後，他又奉旨製造過大小天球儀、地球儀數對。
1753年5月5日，其獲賞賜三品官位，以獎勵其幫助接待葡萄牙使團有功。1765年到訪北京的朝鮮王朝學者洪大容在譯官陪同下，還曾到過南天主堂，與劉松齡有多次交談。

### 傳教艱難及晚年
儘管劉松龄服務清政府期間獲得恩寵，但其在京時期並未有太多傳教的自由，除皇帝未有流露好感，亦面對朝臣們的嚴加壓制。劉在傳播技術之外，也有利用過一切時機宣傳天主教教義教理，而較少換得真正領洗入教者。1773年11月13日，劉松龄因為自己身體狀況轉差，而且因為北京傳來歐洲耶穌會處境艱難的壞消息，向乾隆帝遞交辭呈，但乾隆帝沒有同意他的請求，下旨：「劉松龄不必乞休，聽其酌量精力行走。若自度步履稍艱，即不隨班，亦從其便。」1774年7月29日，他第一次中風，導致右邊身子不能動，并且暫時不能說話。三個月後，他第二次中風後隨即去世。劉身故後，獲乾隆帝下旨賞賜200兩銀子治喪，葬於馬尾溝教堂西洋教士墓地（滕公栅栏），即現車公莊大街6號中共北京市委党校內。

## 技術貢獻
其在華的統計人口資料及中文譯本，於1779年傳到歐洲。而當時清帝反對推進人口普查，或者至少反對公開這些數據，以免臣民們認識自我實力而變得不安。當時的統計數據，是證實劉松齡的前任錢德明的所有計算，這份資料也提供了當時中國人口正在逐漸增加的證據。在第25年時據劉松龄統計，中國人口為196,837,977，次年統計同一數據則為198,214,624。
另外，他還曾根據木星的衛星運行軌道，以及聖彼得堡和北京的子午線的時間差，計算出北京地理長度。除上面提過的澳門地圖，乾隆十四年（1749）七月十六日，他還曾奉旨同郎世寧、傅作霖等人，重新繪制了乾隆皇帝狩獵保護區滿洲里的木蘭地圖，並有參與其他的項目，如中國的大地圖，由耶穌會士在1761年發表。

## 作品
- 澳門城郊地圖Carte de Macao et ses environs (Map of Macao and surroundings, 1739)
- Complete Studies on Astronomical Instruments, 1744
- Observationes astronomicale ab anno 1717 ad annum 1752 (Astronomical observations from 1717 to 1752, published in Vienna 1768)
- 儀象考成I Hsiang Khao Chheng (star catalogue, 1757)

## 遺產
他的書信譯本，是早於18世紀就於布达佩斯出版。
歐洲科學史學會第三屆會議時，有一部分專門討論過劉松齡，以及當年他將中歐科學傳播到北京兼回傳歐洲的情況。而其本人作為老北京天文台最引人入勝的天文儀器——球形星盤——“天球儀”的發明者，也在多年後重新引起中國大陸史學家們的注意。
在前北京天文台現博物館內，收藏有劉松齡當年供職清政府時率隊製造的璣衡撫辰儀，被認為是最傑出的天文儀器。觀象儀中西合璧，精美異常，使用歐洲的天文度量值，結構上採用中國傳統的渾儀形式，使天文觀測精度達到空前水平。
小行星15071 Hallerstein以劉松齡的名字「Hallerstein」命名。 

## 備註
1. ↑  轉寫外文時，該頭銜為Head of the Imperial Astronomical Bureau and Board of Mathematics或Director of the Board of Astronomy and Mathematics。在西方文獻中，欽天監常會被以Board/Tribunal/Court of Mathematics及Imperial Astronomical Bureau混用指代，可見 p.282腳註25、Marco Musillo Mid-Qing Arts and Jesuit Visions: Encounters and Exchanges in Eighteenth-Century Beijing pp. 146-161[J].等
2. ↑  其叔叔於1726年後在巴拉圭傳教，並於1738年成為烏拉圭聖路德維希修會會長

## 延伸閱讀
- 米加（Mitje Saje）編， A. Hallerstein - Liu Songling - 劉松齡: The Multicultural Legacy of Jesuit Wisdom and Piety at the Qing Dynasty Court，2009，ISBN 9789616304269 論文集
- 高王凌、熊月釗，〈宗教與科學的雙重失敗〉，《中州學刊》187(2012.1): 135-140

## 外部連結

### 中文
- 韩永福. 耶稣会传教士刘松龄档案史料[J]. 历史档案,2011(1):34-44. 的存檔，存档日期2023-02-17.

### 斯洛文尼亚文
- Slovenska biografija Hallerstein, Avguštin (1703–1774) （页面存档备份，存于）
- Ferdinand Avguštin Hallerstein （页面存档备份，存于）
- V deželi nebeškega zmaja - 350 let stikov s Kitajsko （页面存档备份，存于）
- Hallerstein je v Sloveniji pustil neizbrisljiv pečat （页面存档备份，存于）

### 英文
- Ferdinand Avguštin Haller von Hallerstein's Geni Profile Private user （页面存档备份，存于）
- Mitja Saje The Importance of Ferdinand Augustin Hallerstein for Cultural and Political Relations with China and Korea DOI: 10.4312/as.2015.3.2.13-32 13s. （页面存档备份，存于）
- Catholic Saints: Father Ferdinand Augustin Hallerstein Also known as August Allerstein Ferdinand Augustin Haller von Hallerstein Ferdinand Avguštin Haller von Hallerstein Liu Songling “Father Ferdinand Augustin Hallerstein”. New Catholic Dictionary. CatholicSaints.Info. （页面存档备份，存于）
- Ferdinand Augustin Hallerstein on Giuseppe Castigliones Art. Asian Studies DOI:10.4312/as.2015.3.2.33-56 Authors: Nataša Vampelj Suhadolnik University of Ljubljana （页面存档备份，存于）